# Richard Doetsch-Benziger
Richard Doetsch-Benziger (* 25. Juli 1877 in Tönisforst; † 24. November 1958 in Basel) war ein Schweizer Apotheker, Unternehmer, Mäzen, Bücher- und Kunstsammler.

## Leben und Werk

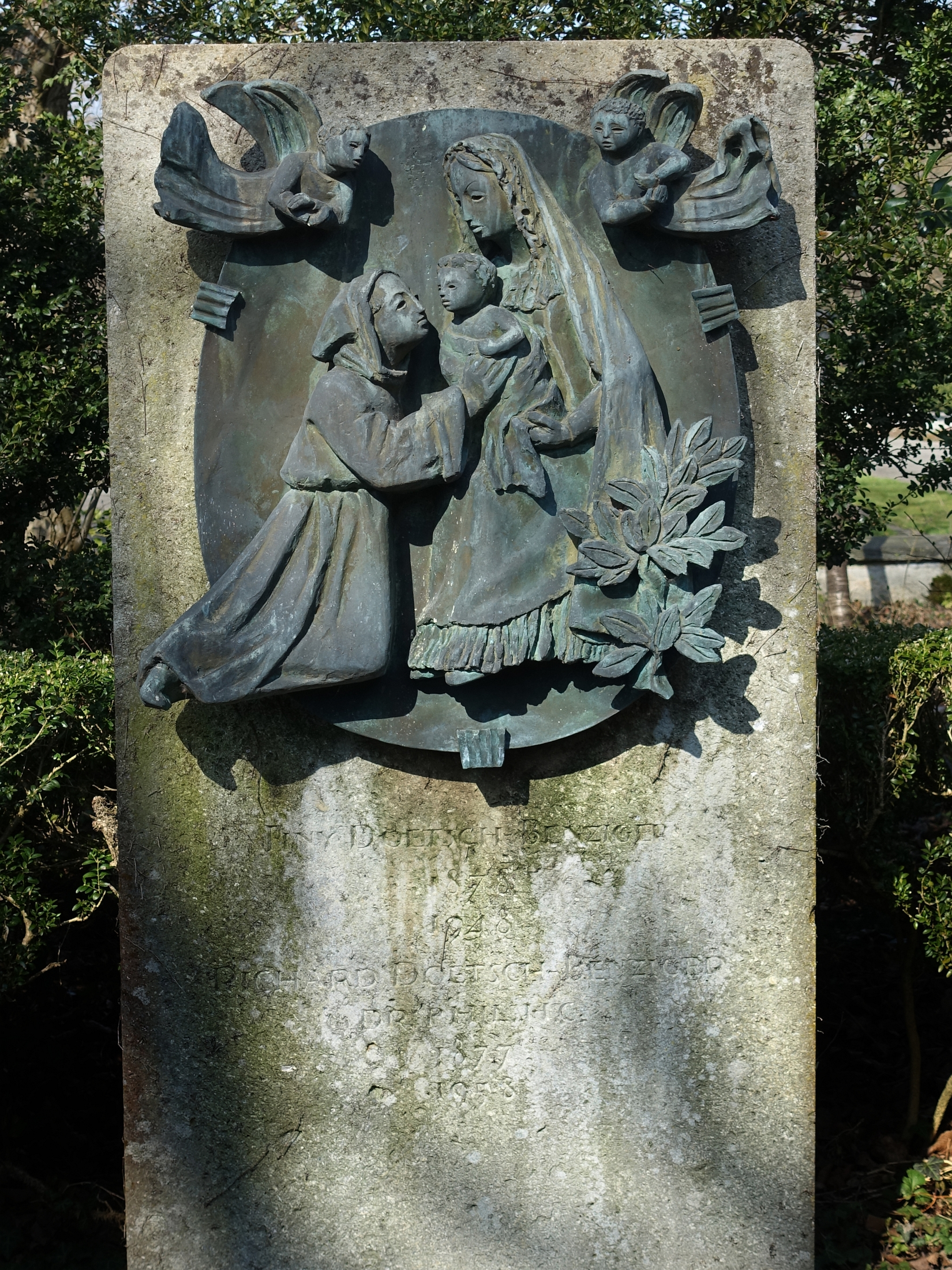
Grab auf dem Friedhof am Hörnli

Doetsch studierte Pharmazie in Freiburg im Breisgau und arbeitete ab 1904 als Apotheker bei der Firma Nadolny in Basel. Später übernahm er zusammen mit dem aus Lörrach stammenden Oskar Grether (1875–1929) die Firma und führte diese unter den Namen Doetsch Grether & Cie. Die Firma entwickelte sich zu einem führenden Anbieter im pharmazeutischen Grosshandel. Doetsch heiratete 1905 Josephine Benziger (1878–1948). Sie war die Tochter von Martin Benziger, Mitinhaber des Benziger-Verlages. Im selben Jahr schuf Otto Hupp das heraldische Exlibris mit Allianzwappen für die Familie Doetsch-Benziger.
Doetsch war ein bedeutender Sammler von Büchern, Bildern, Zeichnungen, Druckgrafiken und Plastiken. Schwerpunkt seines Interesses und Sammelns waren die deutschen Bauhaus-Maler wie Otto Freundlich und Paul Klee sowie ihre französischen Generationsgenossen wie Henri Rousseau, Marc Chagall, Joan Miró, Henri Matisse, Pablo Picasso und Henri Laurens. Dank Doetsch als einer der Hauptdonatoren konnte das Kunstmuseum Basel mehrere Kunstwerke erwerben. Zudem war er ein namhafter Förderer von Paul Klee. Als solcher gründete er die erste Paul-Klee-Gesellschaft.  
Doetsch war Mitglied des Herolds- und des Exlibris-Vereines und schenkte 1957 seine gesamte Büchersammlung mit wertvollen Erstausgaben und bibliophilen Bänden dem Gewerbemuseum Basel. Diese bildete der Grundstock des Buchmuseums. Seine Sammlung ostasiatischer Kleinkunst wurde im selben Jahr gezeigt. 1953 wurde ihm von der Universität Basel die Ehrendoktorwürde verliehen.
Richard Doetsch starb 1958 in Basel an den Folgen eines Schlaganfalls. Er wurde auf dem Friedhof am Hörnli beigesetzt.
Ein Teil seines schriftlichen Nachlasses befindet sich im Deutschen Kunstarchiv im Germanischen Nationalmuseum in Nürnberg.